# Splittingverbot
Das Splittingverbot (englisch to split ‚aufteilen‘) ist ein Begriff aus dem deutschen Sozialrecht. In den allgemeinen Bestimmungen des Einheitlichen Bewertungsmaßstabs (EBM), dem Vergütungssystem für Behandlungsleistungen bei Kassenpatienten der ambulanten ärztlichen Versorgung in Deutschland, ist im § 6 Abs. 3 festgelegt, dass „in einem einheitlichen Behandlungsfall durchgeführte Leistungen entweder nur über die Kassenärztliche Vereinigung (KV) oder nur über die Kassenzahnärztliche Vereinigung (KZV)“ abzurechnen sind. Die Aufteilung eines einheitlichen Behandlungsfalls in zwei Abrechnungsfälle ist nicht zulässig. Fachärzte für Mund-, Kiefer- und Gesichtschirurgie können sowohl eine kassenzahnärztliche Zulassung, als auch eine  kassenärztliche Zulassung beantragen. Das Splittingverbot besagt, dass Ärzte mit einer solchen Doppelzulassung einen einheitlichen Behandlungsfall komplett entweder als vertragsärztliche oder als vertragszahnärztliche Behandlung abrechnen müssen. Dies soll verhindern, dass sie die Behandlung aufteilen und Teilleistungen der Behandlung jeweils bei der Kassenärztlichen und der Kassenzahnärztlichen Vereinigung abrechnen, je nachdem wo die Vergütung höher ist. Dies gilt auch für Leistungen innerhalb einer Berufsausübungsgemeinschaft (BAG, früher: Gemeinschaftspraxis). Für die Zuordnung der erbrachten Leistungen ist entscheidend, ob der wirtschaftliche Schwerpunkt der Behandlung im vertragsärztlichen oder vertragszahnärztlichen Bereich liegt.